# Drahoš Želenský
Drahoš Želenský, vlastním jménem Karel Drápal (23. prosince 1896 Praha – 15. února 1959 Praha), byl český divadelní herec a režisér. Užíval také pseudonym Šohard K.

## Život
Jeho otec Karel Želenský byl herec, režisér a dramatik, matka Ludmila Želenská, rozená Zoufalá (1873–1939) byla operní zpěvačka. Sestra Laura Třešňáková byla herečka.
Dne 4. září 1918 se na Žižkově (kam tehdy Královské Vinohrady farně příslušely) oženil s operetní subretou Hanou Zieglerovou. Později bylo toto manželství rozvedeno od stolu a lože a v roce 1934 prohlášeno za rozloučené. Jeho druhou manželkou byla herečka Milada Frýdová-Želenská a pozdější partnerkou herečka Mária Bancíková.
V manželství s Hanou Želenskou se narodila dcera Ludmila Kalistová-Mecnarovská. Dalším dítětem byl syn Karel Želenský mladší. S Máriou Bancíkovou měl dceru, herečku a pedagožku Ľudmilu Swanovou (* 1950).
Výraznou část své divadelní kariéry strávil na Slovensku. Nejprve v letech 1929–1931 v Košicích a poté v letech 1931–1945 ve Slovenském národním divadle Bratislava (též jako režisér opery 1938–1945). Podílel se na založení Nové scény v Bratislavě v roce 1946 a pracoval zde jako šéf činohry (1946–1952). Současně pomáhal zakládat Dedinské divadlo (ředitelem 1949) a divadlo ve Zvolenu. Za pobytu na Slovensku působil v letech 1946–1952 i jako profesor konzervatoře a později Vysoké školy múzických umění Bratislava.
V sezóně 1952/1953 se stal ředitelem Státního divadla Ostrava, odkud v téže funkci ředitele přešel v říjnu 1953 do Národního divadla v Praze, jež řídil do odchodu do důchodu 31.12.1958. Dal popud ke vzniku tradice výměnných představení mezi Národním divadlem v Praze a Slovenským národním divadlem Bratislava.
Zemřel roku 1959 v Praze. Byl pohřben v rodinném hrobě na Vinohradském hřbitově.

## Ocenění
- 1958 titul zasloužilý umělec

## Filmografie

### Role
- 1950 Priehrada (role: ?)
- 1920 Šílený lékař (role: nezaměstnaný mladík Fred Osborne)

### Režie
- 1920 Šílený lékař